# Конвери, Кристиан
Кристиан Конвери (англ. Christian Convery; род. 10 ноября 2009, Лос-Анджелес) — американский актёр. Наиболее известен по роли Гаса в сериале «Sweet Tooth: мальчик с оленьими рогами» и роли Генри в комедийном фильме ужасов «Кокаиновый медведь».

## Биография
Кристиан родился в Лос-Анджелесе, но детство провёл в Ванкувере. Он проживал в Канаде с двухлетнего возраста, так как там жила его семья. У него двойное гражданство, США и Канады.

## Актёрская карьера
Его актёрский дебют состоялся в фильме «Сердца весны» Мариты Грабяк, вышедшем в апреле 2016 года. В том же году снялся в эпизодах популярных телесериалов «Сверхъестественное» и «Ван Хельсинг», а год спустя — в сериалах «Легион» и «Люцифер».
В 2019 году  получил премию «Молодой актёр» в категории «стриминговый сериал или фильм». В 2018 году вышел фильм «Красивый мальчик», в котором Конвери исполнил роль Джаспера Шеффа. В 2019 году сыграл в фильмах «Наследники 3» и «Игры с огнём». В 2020 году выиграл приз лучшему актёру в телесериале за свою игру в «Академии щенков».
Кристиан был утверждён на главную роль в телесериале Netflix «Sweet Tooth: мальчик с оленьими рогами». В 2022 году исполнил одну из главных ролей в фильме «Парящий тигр».

## Фильмография

### Телевидение
| Год       | Название                                                | Роль                  | Примечания                           |
| --------- | ------------------------------------------------------- | --------------------- | ------------------------------------ |
| 2016      | Сердца весны                                            | Коннер                | Телевизионный фильм                  |
| 2016      | Сверхъестественное (12-й сезон)                         | Лукас Келлингер       | Эпизод «Плавильня»                   |
| 2016      | Моя рождественская мечта                                | Купер                 | Телевизионный фильм                  |
| 2016      | Ван Хельсинг (1-й сезон)                                | Ребёнок вампира #4A   | Эпизод «Последний раз»               |
| 2016      | Рождественский список                                   | Дэвид Энтони Оуэнс    | Телевизионный фильм                  |
| 2017      | Легион                                                  | 4-летний Дэвид Хэллер | 3 эпизода                            |
| 2017      | Люцифер                                                 | Итан                  | Эпизод «Маленький коварный паразит»  |
| 2017      | Домой на Рождество                                      | Пол                   | Телевизионный фильм                  |
| 2017      | Рождество в Холли Лодж                                  | Кайл Талберт          | Телевизионный фильм                  |
| 2018      | Подписано, запечатано, доставлено: Непроторённая дорога | Дэнни                 | Телевизионный фильм                  |
| 2018      | Уже Рождество, Ив                                       | Уайатт                | Телевизионный фильм                  |
| 2018      | Кусочек Рождества                                       | Эллиот Хьюитт         | Телевизионный фильм                  |
| 2018      | Сапожки Санты                                           | Тодд                  | Телевизионный фильм                  |
| 2019      | V.C. Andrews' Heaven                                    | Кит                   | Телевизионный фильм                  |
| 2019      | Наследники 3                                            | Скрипун               | Телевизионный фильм                  |
| 2020      | Академия щенков                                         | Морган                | Главная роль                         |
| 2021—2024 | Sweet Tooth: мальчик с оленьими рогами                  | Гас                   | Главная роль                         |
| 2023      | One Piece. Большой Куш                                  | Санджи в детстве      | Эпизод «Шеф и мальчик на побегушках» |

### Фильмы
| Год  | Название                                  | Роль                     | Примечания             |
| ---- | ----------------------------------------- | ------------------------ | ---------------------- |
| 2018 | Инопланетяне съели мою домашнюю работу    | Эрик                     |                        |
| 2018 | Прибор                                    | Джейк Флойд              |                        |
| 2018 | Веном                                     | Джоуи                    | Удалённая сцена        |
| 2018 | Красивый мальчик                          | Джаспер Шефф             |                        |
| 2019 | A Snake Marked                            | Снейк в детстве          | Короткометражный фильм |
| 2019 | Игры с огнём                              | Уилл                     |                        |
| 2019 | Уильям                                    | Уилям в детстве          |                        |
| 2020 | Aliens Stole My Body                      | Эрик                     |                        |
| 2021 | Парящий тигр                              | Роб Хортон               |                        |
| 2021 | Дневник слабака                           | Фрегли (озвучивание)     |                        |
| 2023 | Кокаиновый медведь                        | Генри                    |                        |
| 2023 | Дневник слабака: Рождественская лихорадка | Фрегли (озвучивание)     |                        |
| 2025 | Обезьяна                                  | Хэл / Билл               |                        |
| 2025 | Франкенштейн                              | юный Виктор Франкенштейн |                        |
| 2026 | Улица Флауэрвейл                          | TBA                      |                        |